# 凱尼維爾鎮區 (堪薩斯州學托擴縣)
凱尼維爾鎮區（英語：Caneyville Township）為美國堪薩斯州學托擴縣轄下的鎮區。2010年美国人口普查中該鎮區人口有76人。

## 地理
凱尼維爾鎮區涵蓋面積144.12平方（55.65平方英里），境內無城市設立。

### 墓園
根據美國地質調查局的資料，此鎮區擁有3座墓園：
- 新克洛弗代爾墓園（New Cloverdale Cemetery）
- 舊克洛弗代爾墓園（Old Cloverdale Cemetery）
- 普萊森特瓦利墓園（Pleasant Valley Cemetery）

### 溪流
通過此鎮區的溪流有：
- 斯闊溪（Squaw Creek）
- 沃爾夫溪（Wolf Creek）

## 人口統計
根據2010年美國人口普查，凱尼維爾鎮區人口有76人，住房40戶，人口密度為0.53人/每平方公里。此鎮區居民之種族有97.37%為白人；0%為非裔美國人；0%為美洲原住民；0%為亞裔美國人；0%為太平洋島民；0%為其他種族；另外有2.63%為混血種族。而西班牙裔或拉丁裔美洲人佔此鎮區人口的0%。

## 外部連結
- City-Data.com（页面存档备份，存于）